# NGC 3600
NGC 3600 este o galaxie spirală situată în constelația Ursa Mare. A fost descoperită în 1788 de către William Herschel. Se află la o distanță de 10,56 megaparseci de Pământ.